# 環狀軟骨
環狀軟骨（cricoid cartilage、/ˌkraɪkɔɪd ˈkɑːrtɪlɪdʒ/），或簡單的表示環狀（來自希臘語 krikoeides、意為"環形"）或環狀環（cricoid ring），是氣管周圍唯一完整的软骨環。 它形成了喉部的後部，並涉及開闔氣道與產生語音之肌肉、軟骨及韌帶附著位置的運作。

## 組織結構
環狀軟骨恰好低於頸部的甲狀軟骨，在C6颈椎的水平上，並經由中間環甲韌帶連接到其內側；以及經由環甲關節連接到其後側。下面是氣管（不是連續的 - 而是後面有間隙的C形體）周圍的軟骨環。 通過環氣管韌帶的環狀軟骨連接到第一氣管環，這可以被認為是會在堅固的甲狀軟骨與更堅固的環狀軟骨之間產生更多的區域。

## 附加圖片

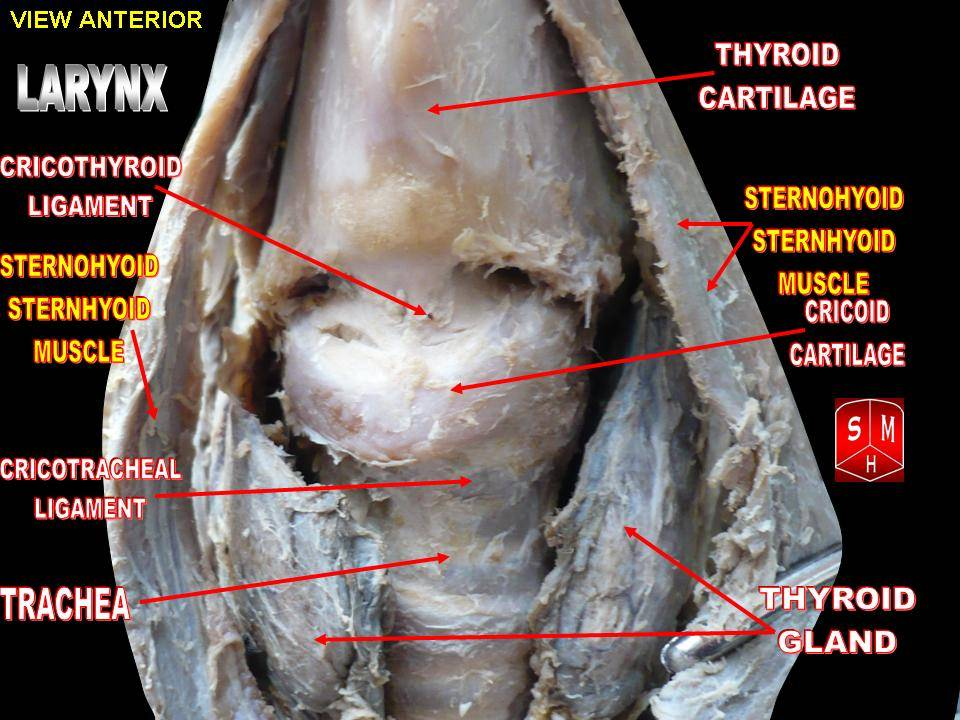
環狀軟骨.
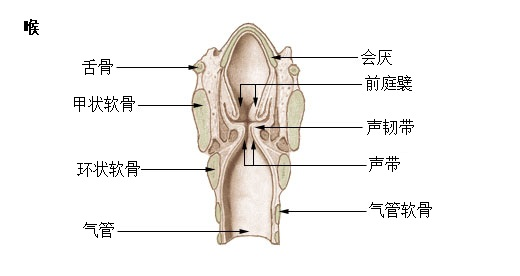
喉部.
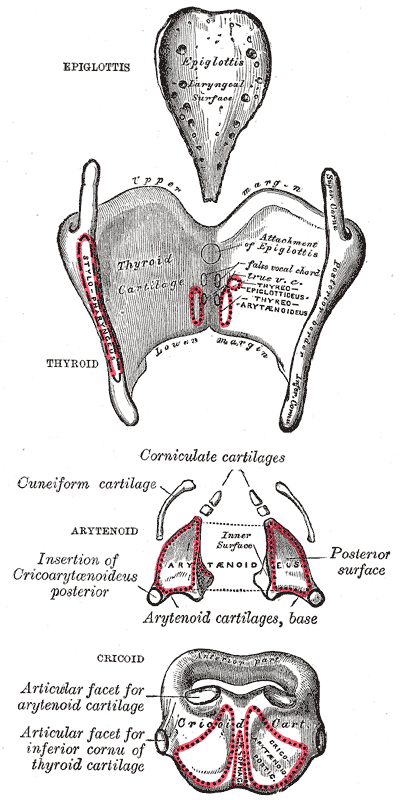
喉部軟骨，後視圖.
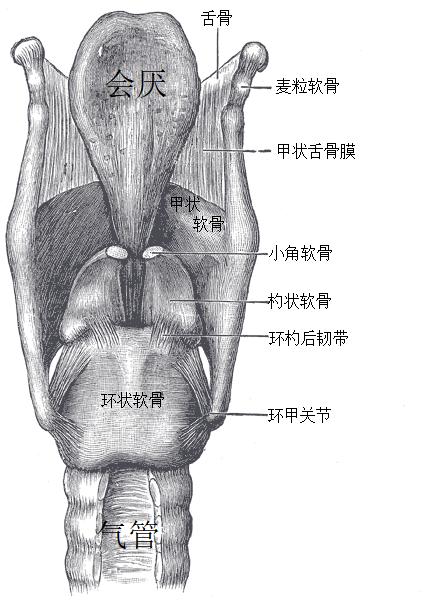
喉部韌帶，後視圖.
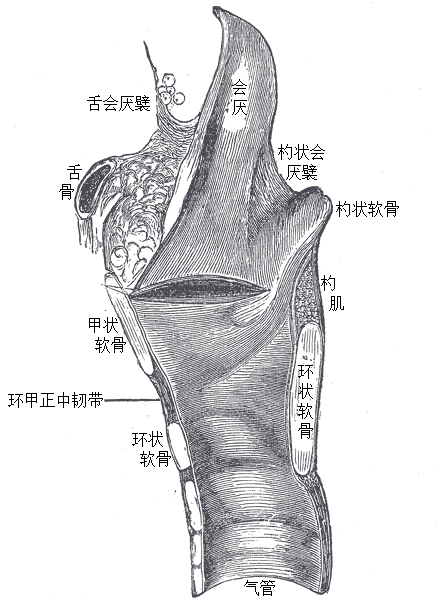
喉部及氣管上部之矢狀圖.
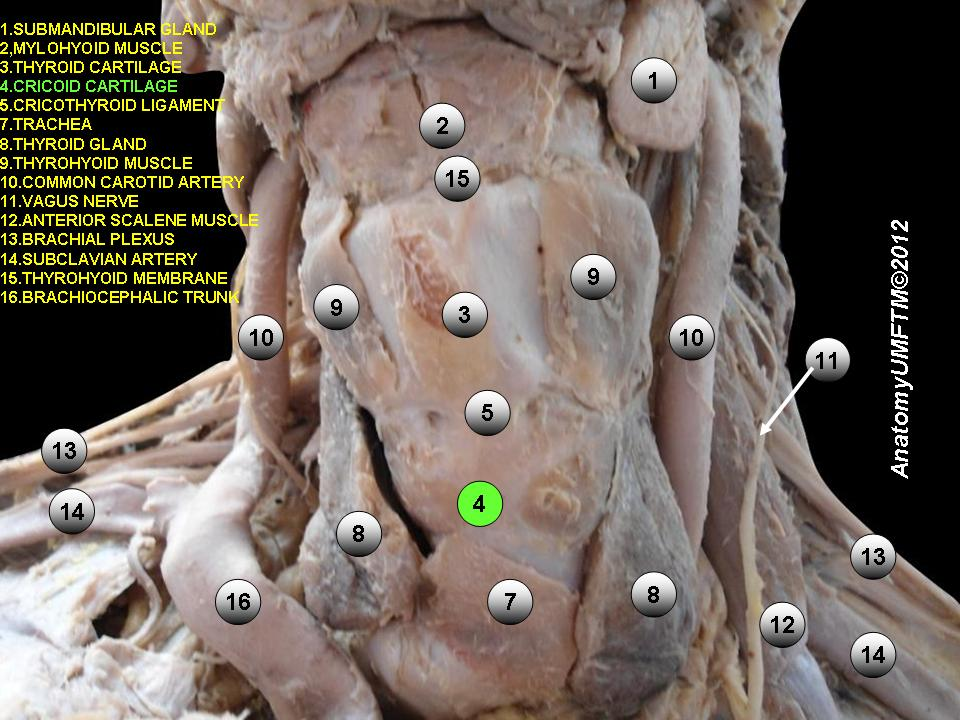
環狀軟骨.

## 外部連接
- Illustration at nda.ox.ac.uk
- Anatomy figure: 32:04-06 at Human Anatomy Online, SUNY Downstate Medical Center - "Skeleton of the larynx."
- （英文）lesson11 在韦斯利诺曼的解剖课上（乔治城大学） (larynxsagsect)
- YouTube上的Larynx-Cartilages-3D Anatomy Tutorial
- 環狀軟骨(cricoid cartilage) （页面存档备份，存于）